# کریس رانکین
کریس رانکین (انگلیسی: Chris Rankin؛ زادهٔ ۸ نوامبر ۱۹۸۳) یک هنرپیشه اهل بریتانیا است.
از فیلم‌ها یا برنامه‌های تلویزیونی که وی در آن نقش داشته است می‌توان به هری پاتر و محفل ققنوس، هری پاتر و محفل ققنوس، هری پاتر و تالار اسرار، هری پاتر و سنگ جادو، هری پاتر و زندانی آزکابان اشاره کرد.